# Amtsbezirk Fehring
Der Amtsbezirk Fehring war zwischen 1853 und 1867 eine Verwaltungseinheit im Grazer Kreis in der Steiermark.
Der Amtsbezirk war der Kreisbehörde in Graz unterstellt und besorgte deren Amtsgeschäfte vor Ort. Die Zuständigkeit erstreckte sich neben Fehring auf die Gemeinden Aigen, Bairisch Kölldorf, Frutten, Giesselsdorf, Gutendorf, Habegg, Hatzendorf, Hochstraden, Hohenbrugg, Höflach, Iam, Johnsdorf, Kapfenstein, Klapping, Mahrensdorf, Neustift, Pertlstein, Petersdorf, Petzelsdorf, Plech, Risola, Schiefer, Stang, Unterlamm, Waltra, Weinberg und Windisch Kölldorf.